# Coppa del Re 1976-1977
La Copa del Rey 1976-1977 fu la 73ª edizione della Coppa di Spagna. Il torneo iniziò il 22 settembre 1976 e si concluse il 25 giugno 1977. La finale si disputò allo stadio Vicente Calderón di Madrid dove il Betis di Siviglia conquistò la sua prima Coppa.

## Cambiamenti
Con la morte del dittatore spagnolo Francisco Franco e il ritorno della monarchia con il Re Juan Carlos I, la Coppa di Spagna cambiò il proprio nome in Coppa del Re, denominazione che la Coppa ebbe dal 1903, anno della sua fondazione al 1930, ultimo anno del regno di Alfonso XIII. Altro cambiamento importante riguardò le squadre delle regioni autonomiste come Catalogna o Paesi Baschi che, grazie alla nuova politica autonomista della Spagna, non furono più costrette ad adottare il proprio nome in lingua spagnola ma ebbero il diritto di cambiare la propria denominazione nella lingua della loro comunità.

## Formula e squadre partecipanti
In questa edizione presero parte tutte le squadre di Primera División, Segunda División e 75 squadre di Tercera División che si sfidarono in scontri ad eliminazione diretta. Tutte le squadre presero parte alla competizione a partire dal primo turno eccetto le squadre impegnate nelle Coppe europee che entrarono in scena successivamente. In questa edizione non era presente la regola dei gol fuori casa.

## Risultati

### Primo turno
| Squadra 1             | Totale | Squadra 2           | Andata | Ritorno         |
| --------------------- | ------ | ------------------- | ------ | --------------- |
| Sant Andreu           | 2 - 2  | UE Lleida           | 2 - 0  | 0 - 2 (4-5 dcr) |
| Valencia              | 6 - 1  | CD Naval            | 6 - 0  | 0 - 1           |
| Moscardó              | 2 - 10 | Terrassa            | 0 - 4  | 2 - 6           |
| Salamanca UDS         | 4 - 2  | Poblense            | 3 - 1  | 1 - 1           |
| Zamora CF             | 3 - 10 | Real Sociedad       | 2 - 4  | 1 - 6           |
| Baskonia              | 1 - 3  | Elche               | 1 - 0  | 0 - 3           |
| Vinaròs               | 3 - 3  | Calvo Sotelo        | 2 - 1  | 1 - 2 (1-3 dcr) |
| Las Palmas            | 2 - 1  | Bilbao Athletic     | 1 - 0  | 1 - 1           |
| Arenas Getxo          | 0 - 9  | Alavés              | 0 - 6  | 0 - 3           |
| San Fernando          | 1 - 5  | Sporting Gijón      | 1 - 1  | 0 - 4           |
| Celta Vigo            | 2 - 0  | Real Unión          | 2 - 0  | 0 - 0           |
| Leonesa               | 2 - 6  | Rayo Vallecano      | 2 - 3  | 0 - 3           |
| Castellón             | 7 - 2  | Carabanchel         | 5 - 0  | 2 - 2           |
| Caudal                | 1 - 4  | Pontevedra          | 1 - 0  | 0 - 4           |
| Díter Zafra           | 1 - 2  | Xerez               | 0 - 0  | 1 - 2           |
| Sestao Sport          | 5 - 2  | Langreo             | 3 - 1  | 2 - 1           |
| Ontinyent             | 1 - 3  | Reus                | 0 - 0  | 1 - 3           |
| Sabadell              | 2 - 3  | Gimnàstic           | 2 - 0  | 0 - 3           |
| Jerez Industrial      | 2 - 3  | Real Valladolid     | 1 - 2  | 1 - 1           |
| Córdoba               | 3 - 2  | Racing Ferrol       | 3 - 0  | 0 - 2           |
| Real Murcia           | 3 - 1  | Real Jaén           | 3 - 1  | 0 - 0           |
| Ponferradina          | 3 - 11 | Recreativo Huelva   | 2 - 5  | 1 - 6           |
| Siviglia Atlético     | 1 - 1  | Pegaso              | 0 - 0  | 1 - 1 (2-4 dcr) |
| Getafe                | 4 - 3  | Gran Peña           | 3 - 2  | 1 - 1           |
| Burgos                | 3 - 0  | Acero               | 3 - 0  | 0 - 0           |
| Tenerife              | 1 - 5  | Osasuna             | 1 - 2  | 0 - 3           |
| Racing Santander      | 4 - 4  | CD Linares          | 2 - 2  | 2 - 2 (2-4 dcr) |
| Constància            | 0 - 1  | Hércules            | 0 - 0  | 0 - 1           |
| Atlético Baleares     | 0 - 2  | Levante             | 0 - 1  | 0 - 1           |
| CD Valdepeñas         | 5 - 7  | Barcellona Atlètic  | 3 - 3  | 2 - 4           |
| Guadalajara           | 2 - 4  | Deportivo La Coruña | 0 - 1  | 2 - 3           |
| Orihuela Deportiva CF | 2 - 5  | Cadice              | 2 - 1  | 0 - 4           |
| Betis B               | 3 - 4  | Huesca              | 2 - 2  | 1 - 2           |
| Eldense               | 3 - 3  | Malaga              | 2 - 0  | 1 - 3 (2-4 dcr) |
| Siviglia              | 6 - 2  | Touring             | 6 - 0  | 0 - 2           |
| Gernika               | 2 - 1  | Laredo              | 1 - 1  | 1 - 0           |
| Yeclano CF            | 3 - 4  | Tudelano            | 3 - 1  | 0 - 3           |
| Ensidesa              | 2 - 2  | Granada             | 0 - 0  | 2 - 2 (3-5 dcr) |
| Gijón Industrial      | 2 - 3  | Castilla            | 2 - 0  | 0 - 3           |
| Gandía                | 2 - 2  | Getxo               | 1 - 0  | 1 - 2 (4-5 dcr) |
| CP Mérida             | 2 - 5  | Ceuta               | 1 - 4  | 1 - 1           |
| Cacereño              | 2 - 4  | Calahorra           | 1 - 2  | 1 - 2           |
| Racing Portuense      | 1 - 2  | Algeciras           | 1 - 1  | 0 - 1           |
| Badajoz               | 2 - 5  | Almería             | 2 - 2  | 0 - 3           |
| Torrelavega           | 3 - 4  | Maiorca             | 1 - 1  | 2 - 3           |
| Villena               | 2 - 3  | Ourense             | 2 - 0  | 0 - 3           |
| SD Ibiza              | 1 - 3  | Compostela          | 1 - 0  | 0 - 3           |
| CD Logroñés           | 3 - 5  | Girona              | 3 - 3  | 0 - 2           |
| Deportivo Aragón      | 2 - 3  | Lugo                | 1 - 1  | 1 - 2           |
| Melilla CD            | 4 - 5  | Talavera            | 3 - 2  | 1 - 3           |
| Mirandés              | 2 - 0  | AD Torrejón         | 1 - 0  | 1 - 0           |
| Barakaldo             | 2 - 5  | Real Betis          | 1 - 0  | 1 - 5           |
| Real Oviedo           | 5 - 2  | Palencia            | 4 - 1  | 1 - 1           |

### Secondo turno
| Squadra 1         | Totale | Squadra 2           | Andata | Ritorno         |
| ----------------- | ------ | ------------------- | ------ | --------------- |
| Real Betis        | 7 - 2  | Sestao Sport        | 5 - 1  | 2 - 1           |
| UE Lleida         | 3 - 2  | Burgos              | 1 - 1  | 2 - 1 (4-3 dcr) |
| Osasuna           | 1 - 7  | Real Valladolid     | 1 - 5  | 0 - 2           |
| Mirandés          | 2 - 3  | Elche               | 2 - 0  | 0 - 3           |
| Gernika           | 2 - 7  | Rayo Vallecano      | 2 - 1  | 0 - 6           |
| Huesca            | 3 - 6  | Sporting Gijón      | 1 - 1  | 2 - 5           |
| Hércules          | 4 - 1  | Talavera            | 4 - 1  | 0 - 0           |
| Reus              | 1 - 3  | Celta Vigo          | 1 - 3  | -               |
| Algeciras         | 1 - 2  | Cadice              | 0 - 0  | 1 - 2           |
| Ourense           | 2 - 5  | Salamanca UDS       | 1 - 3  | 1 - 2           |
| Terrassa          | 0 - 1  | Siviglia            | 0 - 0  | 0 - 1           |
| Castellón         | 0 - 2  | Calahorra           | 0 - 0  | 0 - 2           |
| Levante           | 0 - 1  | Girona              | 0 - 0  | 0 - 1           |
| Granada           | 5 - 3  | Castilla            | 4 - 1  | 1 - 2           |
| Pegaso            | 2 - 3  | Getafe              | 1 - 0  | 1 - 3           |
| Getxo             | 0 - 2  | Alavés              | 0 - 1  | 0 - 1           |
| Valencia          | 5 - 1  | Real Oviedo         | 3 - 0  | 2 - 1           |
| Malaga            | 3 - 1  | CD Linares          | 3 - 0  | 0 - 1           |
| Ceuta             | 3 - 0  | Barcellona Atlètic  | 2 - 0  | 1 - 0           |
| Tudelano          | 1 - 2  | Calvo Sotelo        | 1 - 0  | 0 - 2           |
| Lugo              | 0 - 1  | Deportivo La Coruña | 0 - 1  | 0 - 0           |
| Real Saragozza    | 3 - 0  | Gimnàstic           | 2 - 0  | 1 - 0           |
| Almería           | 3 - 6  | Pontevedra          | 2 - 3  | 1 - 3           |
| Maiorca           | 2 - 4  | Real Sociedad       | 2 - 1  | 0 - 3           |
| Recreativo Huelva | 5 - 0  | Compostela          | 5 - 0  | 0 - 0           |
| Las Palmas        | 3 - 2  | Real Murcia         | 1 - 1  | 2 - 1           |
| Xerez             | 0 - 1  | Córdoba             | 0 - 0  | 0 - 1           |

### Terzo turno
| Squadra 1           | Totale | Squadra 2       | Andata | Ritorno         |
| ------------------- | ------ | --------------- | ------ | --------------- |
| Las Palmas          | 4 - 2  | Cadice          | 1 - 2  | 3 - 0           |
| Hércules            | 3 - 2  | Real Madrid     | 3 - 0  | 0 - 2           |
| Salamanca UDS       | 2 - 2  | Ceuta           | 0 - 1  | 2 - 1 (4-3 dcr) |
| Alavés              | 0 - 2  | Real Sociedad   | 0 - 1  | 0 - 1           |
| Celta Vigo          | 2 - 0  | Getafe          | 2 - 0  | 0 - 0           |
| Deportivo La Coruña | 1 - 6  | Real Betis      | 1 - 2  | 0 - 4           |
| UE Lleida           | 2 - 3  | Granada         | 2 - 0  | 0 - 3           |
| Rayo Vallecano      | 1 - 3  | Real Valladolid | 1 - 2  | 0 - 1           |
| Sporting Gijón      | 2 - 3  | Espanyol        | 0 - 0  | 2 - 3           |
| Siviglia            | 1 - 1  | Pontevedra      | 0 - 0  | 1 - 1 (5-4 dcr) |
| Valencia            | 3 - 0  | Malaga          | 3 - 0  | 0 - 0           |
| Córdoba             | 1 - 0  | Calvo Sotelo    | 0 - 0  | 1 - 0           |
| Girona              | 1 - 2  | Elche           | 0 - 0  | 1 - 2           |
| Recreativo Huelva   | 4 - 2  | Calahorra       | 3 - 0  | 1 - 2           |

### Quarto turno
| Squadra 1      | Totale | Squadra 2  | Andata | Ritorno |
| -------------- | ------ | ---------- | ------ | ------- |
| Real Saragozza | 2 - 1  | Granada    | 1 - 0  | 1 - 1   |
| Córdoba        | 1 - 3  | Celta Vigo | 1 - 0  | 0 - 3   |

### Ottavi di finale
| Squadra 1         | Totale | Squadra 2       | Andata | Ritorno |
| ----------------- | ------ | --------------- | ------ | ------- |
| Real Saragozza    | 2 - 1  | Las Palmas      | 1 - 0  | 1 - 1   |
| Elche             | 1 - 4  | Athletic Bilbao | 1 - 0  | 0 - 4   |
| Celta Vigo        | 3 - 2  | Barcellona      | 1 - 1  | 2 - 1   |
| Siviglia          | 2 - 1  | Atlético Madrid | 2 - 0  | 0 - 1   |
| Real Valladolid   | 2 - 3  | Real Betis      | 1 - 2  | 1 - 1   |
| Valencia          | 1 - 2  | Hércules        | 1 - 0  | 0 - 2   |
| Recreativo Huelva | 0 - 2  | Salamanca UDS   | 0 - 1  | 0 - 1   |
| Real Sociedad     | 2 - 5  | Espanyol        | 2 - 2  | 0 - 3   |

### Quarti di finale
| Squadra 1       | Totale | Squadra 2     | Andata | Ritorno         |
| --------------- | ------ | ------------- | ------ | --------------- |
| Espanyol        | 4 - 1  | Celta Vigo    | 4 - 0  | 0 - 1           |
| Real Saragozza  | 2 - 3  | Salamanca UDS | 1 - 0  | 1 - 3           |
| Athletic Bilbao | 6 - 3  | Siviglia      | 5 - 0  | 1 - 3           |
| Real Betis      | 3 - 3  | Hércules      | 2 - 1  | 1 - 2 (4-2 dcr) |

### Semifinali
| Squadra 1       | Totale | Squadra 2     | Andata | Ritorno |
| --------------- | ------ | ------------- | ------ | ------- |
| Athletic Bilbao | 8 - 1  | Salamanca UDS | 6 - 0  | 2 - 1   |
| Espanyol        | 1 - 2  | Real Betis    | 1 - 0  | 0 - 2   |

### Finale
| Squadra 1  | Risultato       | Squadra 2       |
| ---------- | --------------- | --------------- |
| Real Betis | 2 - 2 (8-7 dcr) | Athletic Bilbao |

| Arbitro: | José Luis García Carrión (Valencia) |

|                                                                                        |                      |                                                                               |
| López 45’ 116’                                                                         | Marcatori            | 14’ Carlos 97’ Dani                                                           |
| García Soriano del Pozo López Biosca Cardeñosa Sabaté Alabanda Esnaola Eulate Bizcocho | Tiri di rigore 8 – 7 | Guisasola Churruca Escalza Irureta Dani Amorrortu Villar Alexanko Rojo Iribar |

| Real Betis | Athletic Bilbao |

|                 |    |                               |     |      |
|                 |    |                               |     |      |
| P               | 1  | José Ramón Esnaola            |     |      |
| D               | 2  | Francisco Bizocho             | 50’ |      |
| D               | 3  | Juan Manuel Cobo González (C) |     | 55’  |
| D               | 4  | Jaime Sabaté                  |     |      |
| D               | 5  | Antonio Biosca                |     |      |
| C               | 6  | Javier López                  | 45’ |      |
| A               | 7  | Juan Antonio García Soriano   |     |      |
| C               | 8  | Sebastián Alabanda            |     |      |
| A               | 9  | Alfredo Megido                |     | 106’ |
| C               | 10 | Julio Cardeñosa               |     |      |
| A               | 11 | Antonio Benítez Fernández     |     |      |
| A disposizione: |    |                               |     |      |
| C               | 12 | Rogelio Sosa                  |     |      |
| P               | 13 | Manuel Campos                 |     |      |
| A               | 14 | José Antonio Eulate           |     | 106’ |
| A               | 15 | Rafael del Pozo               |     | 55’  |
| Allenatore:     |    |                               |     |      |
| Rafael Iriondo  |    |                               |     |      |

|                 |    |                       |     |     |
|                 |    |                       |     |     |
| P               | 1  | José Ángel Iribar (C) |     |     |
| D               | 2  | José María Lasa       |     | 38’ |
| D               | 3  | Javier Escalza        |     |     |
| C               | 4  | Ángel María Villar    |     |     |
| D               | 5  | Agustín Guisasola     |     |     |
| D               | 6  | José Ramón Alexanko   |     |     |
| A               | 7  | Dani                  | 77’ |     |
| C               | 8  | Javier Irureta        |     |     |
| A               | 9  | Carlos                |     | 80’ |
| C               | 10 | José Ignacio Churruca |     |     |
| A               | 11 | José Francisco Rojo   | 45’ |     |
| A disposizione: |    |                       |     |     |
| P               | 12 | Juan Antonio Zaldua   |     |     |
| D               | 13 | Daniel Astrain        |     | 38’ |
| C               | 14 | José Ángel Rojo       |     |     |
| C               | 15 | José María Amorrortu  |     | 80’ |
| Allenatore:     |    |                       |     |     |
| Koldo Aguirre   |    |                       |     |     |